# Joseph Erlanger
Joseph Erlanger (São Francisco, 5 de janeiro de 1874 — Saint Louis, 5 de dezembro de 1965) foi um fisiologista estadunidense. Juntamente com Herbert Spencer Gasser, ele identificou diversas variedades de fibras nervosas e estabeleceu a relação entre a velocidade do potencial de ação e o diâmetro da fibra. Eles receberam o Prêmio Nobel de Fisiologia ou Medicina em 1944 por essas realizações.

## Biografia
Erlanger nasceu em 5 de janeiro de 1874, em San Francisco, Califórnia. Sua família era judia e seus pais imigraram do Reino de Württemberg, Alemanha e se conheceram na Califórnia durante a Corrida do Ouro. Joseph foi o sexto de sete filhos do casal. Ele completou seu Bacharelado em Química pela University of California, Berkeley em 1895. Ele então completou seu M.D. em 1899 pela Johns Hopkins School of Medicine em Baltimore, Maryland, onde terminou em segundo lugar em sua classe.
Ao se formar, Erlanger estagiou no Johns Hopkins Hospital sob a orientação de William Osler e trabalhou em um laboratório de fisiologia. Erlanger também deu palestras na escola sobre digestão e metabolismo. Erlanger também se interessou por cardiologia, especificamente pela forma como a excitação se transferia do átrio para o ventrículo e pesquisou com Arthur Hirschfelder. Erlanger desenvolveu e patenteou um novo tipo de esfigmomanômetro que podia medir a pressão sanguínea da artéria braquial. Enquanto trabalhava na Johns Hopkins School of Medicine em 1901, Erlanger publicou um artigo sobre os sistemas digestivos dos caninos. Este artigo chamou a atenção de William Henry Howell, professor de fisiologia da Johns Hopkins School of Medicine. Howell recrutou Erlanger como professor assistente. Erlanger foi promovido a Professor Associado algum tempo antes de 1906.
Em 1906, Erlanger aceitou o cargo de primeira cadeira de fisiologia na Universidade de Wisconsin em Madison. Em 1910, ele saiu para assumir o cargo de professor na Universidade de Washington em St. Louis; a posição de St. Louis ofereceu a Erlanger mais financiamento para seus projetos. Herbert Spencer Gasser, ex-aluno de Erlanger em Wisconsin, juntou-se ao laboratório de Erlanger logo após a mudança. Durante a Primeira Guerra Mundial, a dupla contribuiu para o esforço de pesquisa que examinava os efeitos do choque. Como parte deste trabalho, Erlanger foi capaz de produzir bloqueio cardíaco em um modelo animal pinçando o feixe de Hise apertando-o. Juntos, eles conseguiram amplificar o potencial de ação de um nervo ciático de rã-touro em 1922 e publicaram os resultados no American Journal of Physiology. Não se sabe por que a dupla teve uma mudança tão repentina no interesse pela neurociência, já que Erlanger já era amplamente respeitado no campo da cardiologia.
Erlanger e Gasser foram capazes de modificar um osciloscópio da Western Electric para operar em baixas tensões. Antes dessa modificação, o único método disponível para medir a atividade neural era o eletroencefalograma, que mostrava apenas atividade elétrica em larga escala. Com essa tecnologia, eles puderam observar que os potenciais de ação ocorriam em duas fases: um pico (surto inicial) seguido por um pico posterior (uma sequência de mudanças lentas no potencial). Eles descobriram que os neurônios foram encontrados em muitas formas, cada uma com seu próprio potencial de excitabilidade. Com essa pesquisa, a dupla descobriu que a velocidade dos potenciais de ação era diretamente proporcional ao diâmetro da fibra nervosa. A parceria terminou em 1931, quando Gasser aceitou um cargo na Cornell University. Em 1944, eles ganharam o Prêmio Nobel de Medicina ou Fisiologia por essas descobertas.

## Publicações (selecionadas)
- A study of the metabolism in dogs with shortened small intestines. Em: American Journal of Physiology. Vol. 6, 1902, S. 1
- A new instrument for determining systolic and diastolic blood-pressure in man. Em: American Journal of Physiology (Proc.) Vol. 6, 1902, S. xxii
- A new instrument for determining the minimum and maximum blood-pressures in man. Em: Johns Hopkins Hosp Rep. Vol. 12, 1904, S. 53
- Studies in Blood Pressure Estimations by Indirect Methods. Em: American Journal of Physiology. Vol. 39, 1916, S. 401, e Vol. 40, 1916, S. 82
- com Herbert Spencer Gasser: Electrical signs of nervous activity. Filadélfia 1937.